# 澤田圭佑
- 沢田圭佑

澤田 圭佑（さわだ けいすけ、1994年4月27日 - ）は、愛媛県松山市出身のプロ野球選手（投手）。右投左打。千葉ロッテマリーンズ所属。

## 経歴

### プロ入り前
松山市立荏原小学校在学中に「砥部リトル」で硬式野球を始めると、同市立久谷中学校への進学後は、愛媛西シニアに所属した。
愛媛西シニアのエースとして出場した大会を大阪桐蔭高校硬式野球部監督の西谷浩一が視察したことをきっかけに、自身の意思で同校へ進学。3年時には、エース・藤浪晋太郎に次ぐ背番号10の2番手投手として、同学年の藤浪や水本弦（亜細亜大→東邦ガス）、1学年下の森友哉などと共に甲子園球場の全国大会で春夏連覇を経験した。夏の大阪大会では、本調子でなかった藤浪を好救援で支え続けながら、チームの全国大会出場に貢献。「9番・投手」として先発した全国大会の3回戦では、熊本代表の済々黌打線を相手に2失点の完投勝利を挙げるとともに、打者としても大竹耕太郎から本塁打も記録している。
大阪桐蔭高校で春夏制覇を達成した後は、プロ志望届を提出せずに立教大学へ進学した。進学後は、1年時の春から東京六大学野球のリーグ戦に登板すると、主に先発投手として活躍。2年時の秋季リーグ戦では、通算65イニングを投げて、6完投、防御率1.11、リーグトップの5勝を記録した。3年時には、春季リーグの開幕戦で完投勝利を記録。夏に開催された第28回ユニバーシアード競技大会では、日本代表の一員として金メダルを獲得した。
立教大学在学中には、東京六大学野球のリーグ戦69試合に登板すると、通算で22勝16敗、防御率2.24、225奪三振を記録。通算投球回（300イニング）と通算勝利数（22勝）は、当時の現役投手では最も多く、4年時には投手としては上重聡（2002年）以来14年ぶりに主将を務めている。
大学4年生だった2016年の秋にプロ志望届を日本学生野球協会へ提出。10月20日に行われたドラフト会議では、オリックス・バファローズから8位指名を受け、契約金2000万円、年俸700万円（金額は推定）という条件で入団した。背番号は49。担当スカウトは由田慎太郎。このドラフト会議では、大学の同期生からも、田中和基が東北楽天ゴールデンイーグルスから3位指名を、田村伊知郎が埼玉西武ライオンズから6位指名され、それぞれ入団した。

### オリックス時代

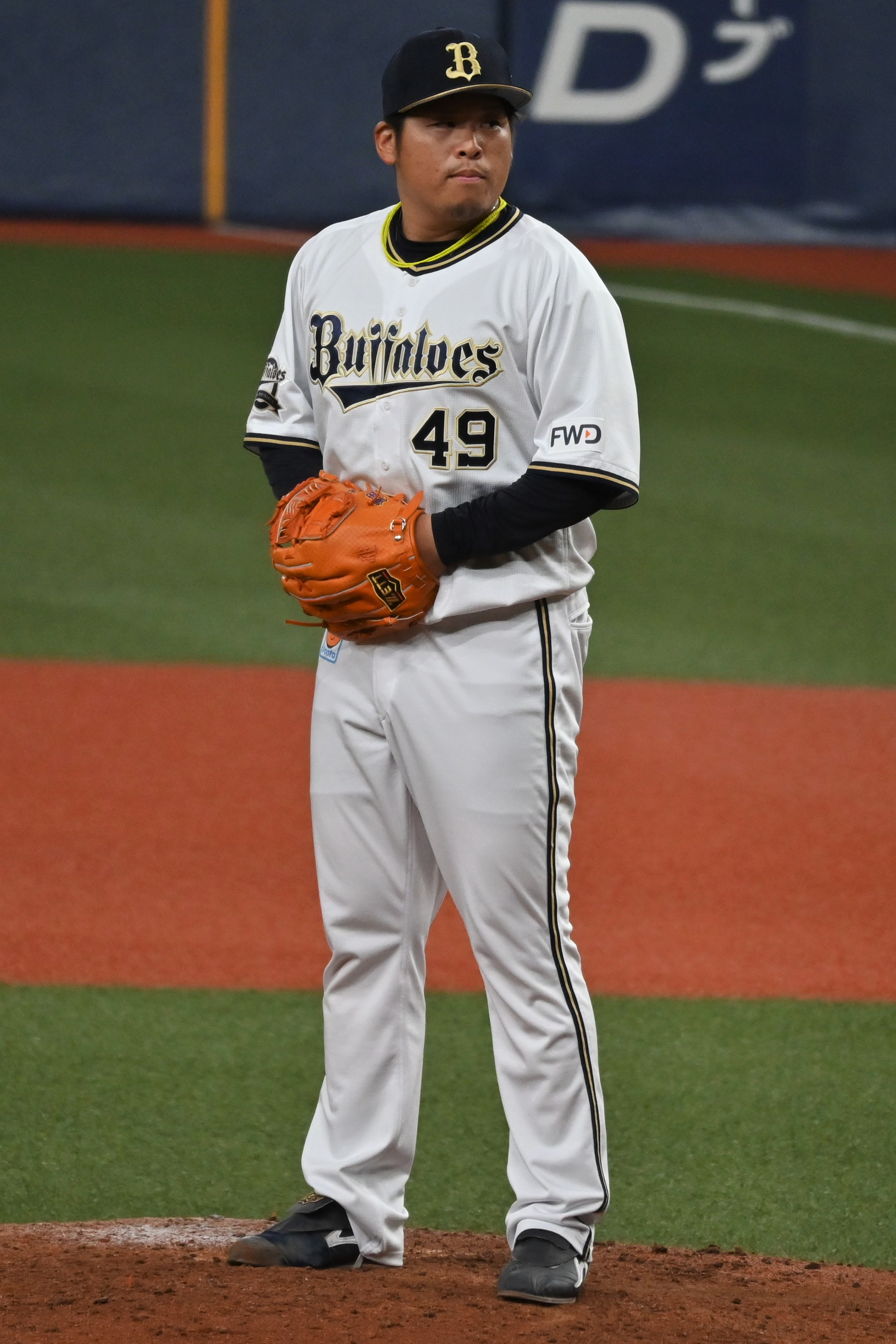
オリックス時代
（2021年6月10日 京セラドーム大阪）

2017年は春季キャンプを二軍でスタート。キャンプ中に右手中指屈筋腱炎で離脱した金田和之と入れ替わりで一軍に昇格すると、2月18日の対外試合からオープン戦を終えるまで、9試合（9回1/3）の実戦登板で無失点を記録すると、リリーフとして開幕一軍入りを果たした。東北楽天ゴールデンイーグルスとの開幕戦、同点の11回表からプロ初登板となったが、カルロス・ペゲーロに勝ち越し2点本塁打を打たれ、プロ初黒星を喫した。5月6日に出場選手登録を抹消されて以降は同27日に再登録、6月2日に登録抹消、9月20日に再登録となり、一軍でシーズンを終え、ルーキーイヤーは一軍で13試合に登板し、0勝2敗・防御率4.15という成績であった。オフに250万円増となる推定年俸950万円で契約を更改した。
2018年は2年連続で開幕一軍入りを果たすと、開幕から無失点投球を続け、5月4日の福岡ソフトバンクホークス戦では1点ビハインドの8回裏を三者凡退に抑えると、直後の攻撃で逆転してチームが勝利したことにより、澤田にプロ初勝利が記録された。5月10日の北海道日本ハムファイターズ戦ではプロ初ホールドを挙げるなど、同19日の埼玉西武ライオンズ戦で失点を喫するまで、開幕から15試合連続無失点を記録。ただ、5月31日の中日ドラゴンズ戦で2回2失点を喫すると、翌6月1日に出場選手登録を抹消された。6月21日に再登録され、7月20日の千葉ロッテマリーンズ戦ではホールドを記録したが、この試合後に右脇腹の痛みを訴え、翌21日に右内腹斜筋損傷と診断され、出場選手登録を抹消された。8月30日に一軍復帰を果たすと、シーズン終了まで一軍に帯同し、この年は47試合の登板で5勝0敗8ホールド・防御率2.54を記録。オフに1650万円増となる推定年俸2600万円で契約を更改した。
2019年は3年連続で開幕一軍入りし、先発転向した山本由伸に代わって8回のセットアッパーを務めた。5月30日終了時点で22試合に登板し、2勝2敗15ホールド・防御率4.79という成績を残していたが、翌31日の試合前練習で右手の違和感を訴え、検査の結果右第5中手骨基部骨折と診断され、6月1日に出場選手登録を抹消された。8月22日に一軍復帰を果たしたものの、同24日の復帰登板で右膝に打球が直撃して負傷降板となり、翌8月25日に出場選手登録を抹消された。9月20日に再登録され、この年は28試合の登板で2勝2敗17ホールド・防御率4.85を記録。オフに100万円増となる推定年俸2700万円で契約を更改した。
2020年は新型コロナウイルスの影響で120試合制・開幕延期となったが、6月19日の開幕を一軍で迎えた。7月15日の出場選手登録抹消、8月6日の再登録を経て、同23日の西武戦から9月18日の西武戦にかけて7試合連続無失点を記録していたが、右肘の違和感を訴え、検査の結果右肘内側側副靭帯の炎症と診断され、翌9月19日に出場選手登録を抹消された。そのままシーズンを終えることとなり、この年は24試合の登板で0勝2敗・防御率3.43という成績であった。12月3日の契約更改交渉では、球団から減額制限（25%）に迫る減俸を提示されて保留。澤田は「必要な戦力と言っていただいたけど、自分が予想していた金額との開きが大きかった」と話し、同16日に行った2度目の契約更改交渉でも「勝利貢献が少ない。（査定を）受け入れてほしい」と球団からの提示は変わらず、澤田からインセンティブを提案。600万円減となる推定年俸2100万円プラス出来高という条件でサインした。
2021年の春季キャンプは、育成・怪我人を中心としたCグループ（舞洲）で春季キャンプをスタートし、予定通り2月16日にキャンプ地の宮崎に合流したものの、同25日の練習試合での登板後に右肘痛が再発し、この年の公式戦初登板は5月13日の二軍戦であった。6月6日に出場選手登録され、同10日の読売ジャイアンツ戦でシーズン初登板。6月23日に出場選手登録を抹消されたが、7月3日に再登録され、東京オリンピックによる中断期間後も一軍に帯同した。ただ、9月2日に出場選手登録を抹消されて以降は実戦登板が無くシーズンを終え、11月には右肘のクリーニング手術を受けた。この年は14試合の登板で0勝0敗6ホールド・防御率3.86という成績であり、契約更改交渉は術後のリハビリへ専念する目的で代理人を初めて立てたものの、年内の合意には至らなかった。
2022年1月19日に400万円減となる推定年俸1700万円プラス出来高でサインした。この年も開幕を二軍で迎えると、公式戦では4月3日の二軍戦に登板したのみで、6月13日にトミー・ジョン手術を受けた。残りのシーズンはリハビリに費やし、10月4日に球団から戦力外通告を受けた。その後は現役続行を希望し、NPB球団からのオファーを待ちながら自主トレに励んでいた。

### ロッテ時代
2023年1月23日に千葉ロッテマリーンズと育成選手契約を締結した。背番号は132。リハビリを経て、5月10日の二軍戦で実戦復帰。イースタン・リーグでは16試合に登板し、防御率5.28を記録すると、7月27日に支配下選手登録となり、背番号は66へ変更となった。8月9日に出場選手登録され、同日のオリックス・バファローズ戦で移籍後初登板（自身1年11か月ぶりの一軍登板）となり、打者2人を空振り三振とサードゴロに打ち取った。続く8月12日の西武戦では1点ビハインドの9回表から登板し、1奪三振を含む三者凡退に抑えると、直後にチームが逆転サヨナラ勝ちを収めたことで、澤田に移籍後初勝利が記録。一軍では自身1563日ぶりの白星となった。その後もブルペンの一角を担い、10月1日の西武戦では守護神益田直也が特例2023で登録抹消となったことを受け、澤田が1点リードの9回表に登板。1イニングを無失点に抑え、プロ初セーブを挙げた。この年は17試合の登板で2勝0敗6ホールド2セーブ・防御率1.08を記録。CSではソフトバンクとのファーストステージ、オリックスとのファイナルステージに2試合ずつ登板した。オフに1500万円増となる推定年俸1940万円で契約を更改した。
2024年は開幕を一軍で迎え、5月終了時点ではチーム2位の17試合に登板し、1勝0敗8ホールド・防御率1.13を記録。6月1日の阪神タイガース戦では延長11回表を無失点に抑えて勝利投手となったが、1イニングで2四球を与え、その後は2試合連続3失点と不安定な投球が続き、同10日に出場選手登録を抹消された。9月28日に再登録されると、10月3日の日本ハム戦で約4か月ぶりの一軍登板。この年は21試合の登板で2勝1敗8ホールド・防御率3.60を記録し、オフに現状維持となる推定年俸1940万円で契約を更改した。

## 選手としての特徴
最速155km/hのストレート、カットボール、チェンジアップ、2023年のロッテ移籍後に習得したスプリットチェンジなどを投じる。
投球フォームは、ボールの出所が見えにくく独特の間がある腕の振りで特徴的な角度のオーバースロー。2022年に受けたトミー・ジョン手術からの復帰後は、特徴的な角度を残しつつ、体の連動性を意識した新たな投球フォームを確立した。
大阪桐蔭高校在学中から投球の安定感とコントロールへの評価が高く、立教大学時代に登板していた東京六大学野球のリーグ戦では、1試合平均の与四死球率を1.99にとどめていた。オリックスや楽天で打撃コーチを務めている小谷野栄一は、オリックスでの現役時代に、「投球に大したスピードはないのに、投げる寸前まで球種が分からないので、打者が先に反応してしまう」という意味で澤田の投球術を「あと出しジャンケン」と表現している。
高校時代には、藤浪が伸び悩んでいた2年生の夏頃まで、監督の西谷から藤浪を上回る評価と信頼を獲得。藤浪が「浪速のダルビッシュ」と呼ばれるまでに成長してからも、高校球界では「最強の2番手投手」という異名で知られていた。前述した投球フォームは、打者との間合いを意識しながら打ち気を逸らすことを、西谷に教え込まれたことから編み出されたという。

## 人物
大阪桐蔭高校時代には、3年生の時に硬式野球部の副主将を務めた。在学中には、校内での人気が高く、西谷からも（苗字にちなんだ愛称の）「サワちゃん」と呼ばれるほどであったという。

## 詳細情報

### 年度別投手成績
| 年 度     | 球 団      | 登 板 | 先 発 | 完 投 | 完 封 | 無 四 球 | 勝 利 | 敗 戦 | セ 丨 ブ | ホ 丨 ル ド | 勝 率 | 打 者 | 投 球 回 | 被 安 打 | 被 本 塁 打 | 与 四 球 | 敬 遠 | 与 死 球 | 奪 三 振 | 暴 投 | ボ 丨 ク | 失 点 | 自 責 点 | 防 御 率 | W H I P |
| --------- | ---------- | ----- | ----- | ----- | ----- | -------- | ----- | ----- | -------- | ----------- | ----- | ----- | -------- | -------- | ----------- | -------- | ----- | -------- | -------- | ----- | -------- | ----- | -------- | -------- | ------- |
| 2017      | オリックス | 13    | 0     | 0     | 0     | 0        | 0     | 2     | 0        | 0           | .000  | 58    | 13.0     | 13       | 2           | 6        | 0     | 1        | 5        | 0     | 0        | 6     | 6        | 4.15     | 1.46    |
| 2018      | オリックス | 47    | 0     | 0     | 0     | 0        | 5     | 0     | 0        | 8           | 1.000 | 201   | 49.2     | 45       | 5           | 11       | 2     | 1        | 45       | 0     | 0        | 14    | 14       | 2.54     | 1.13    |
| 2019      | オリックス | 28    | 0     | 0     | 0     | 0        | 2     | 2     | 0        | 17          | .500  | 122   | 26.0     | 28       | 3           | 15       | 4     | 0        | 19       | 0     | 0        | 14    | 14       | 4.85     | 1.65    |
| 2020      | オリックス | 24    | 0     | 0     | 0     | 0        | 0     | 2     | 0        | 0           | .000  | 87    | 21.0     | 16       | 5           | 8        | 2     | 0        | 24       | 0     | 0        | 10    | 8        | 3.43     | 1.14    |
| 2021      | オリックス | 14    | 0     | 0     | 0     | 0        | 0     | 0     | 0        | 6           | ----  | 59    | 14.0     | 15       | 0           | 3        | 0     | 1        | 14       | 0     | 0        | 6     | 6        | 3.86     | 1.29    |
| 2023      | ロッテ     | 17    | 0     | 0     | 0     | 0        | 2     | 0     | 2        | 6           | 1.000 | 63    | 16.2     | 11       | 1           | 6        | 0     | 0        | 18       | 0     | 0        | 2     | 2        | 1.08     | 1.02    |
| 2024      | ロッテ     | 21    | 0     | 0     | 0     | 0        | 2     | 1     | 0        | 8           | .667  | 89    | 20.0     | 22       | 0           | 8        | 1     | 1        | 8        | 0     | 0        | 9     | 8        | 3.60     | 1.50    |
| 通算：7年 | 通算：7年  | 164   | 0     | 0     | 0     | 0        | 11    | 7     | 2        | 45          | .611  | 679   | 160.1    | 150      | 16          | 57       | 9     | 4        | 133      | 0     | 0        | 61    | 58       | 3.26     | 1.29    |

- 2024年度シーズン終了時

### 年度別守備成績
| 年 度 | 球 団      | 投手  | 投手  | 投手  | 投手  | 投手  | 投手     |
| 年 度 | 球 団      | 試 合 | 刺 殺 | 補 殺 | 失 策 | 併 殺 | 守 備 率 |
| ----- | ---------- | ----- | ----- | ----- | ----- | ----- | -------- |
| 2017  | オリックス | 13    | 0     | 2     | 0     | 0     | 1.000    |
| 2018  | オリックス | 47    | 2     | 8     | 0     | 1     | 1.000    |
| 2019  | オリックス | 28    | 0     | 3     | 0     | 1     | 1.000    |
| 2020  | オリックス | 24    | 2     | 5     | 0     | 0     | 1.000    |
| 2021  | オリックス | 14    | 1     | 2     | 0     | 0     | 1.000    |
| 2023  | ロッテ     | 17    | 0     | 1     | 0     | 0     | 1.000    |
| 2024  | ロッテ     | 21    | 0     | 1     | 0     | 0     | 1.000    |
| 通算  | 通算       | 164   | 5     | 22    | 0     | 2     | 1.000    |

- 2024年度シーズン終了時

### 記録
初記録
投手記録
- 初登板：2017年3月31日、対東北楽天ゴールデンイーグルス1回戦（京セラドーム大阪）、11回表に6番手で救援登板、1回2失点で敗戦投手[18]
- 初奪三振：同上、11回表に嶋基宏から空振り三振[18]
- 初勝利：2018年5月4日、対福岡ソフトバンクホークス7回戦（福岡 ヤフオク!ドーム）、8回裏に3番手で救援登板、1回無失点[26]
- 初ホールド：2018年5月10日、対北海道日本ハムファイターズ8回戦（京セラドーム）、10回表に5番手で登板、1回無失点[27]
- 初セーブ：2023年10月1日、対埼玉西武ライオンズ23回戦（ZOZOマリンスタジアム）、9回表に5番手で救援登板・完了、1回無失点[92]

打撃記録
- 初打席：2024年5月30日、対東京ヤクルトスワローズ3回戦（明治神宮野球場）、10回表に大西広樹から空振り三振[116]

### 背番号
- 49（2017年[12] - 2022年）
- 132（2023年[81] - 2023年7月26日）
- 66（2023年7月27日[85] - ）